# Lhoksukon

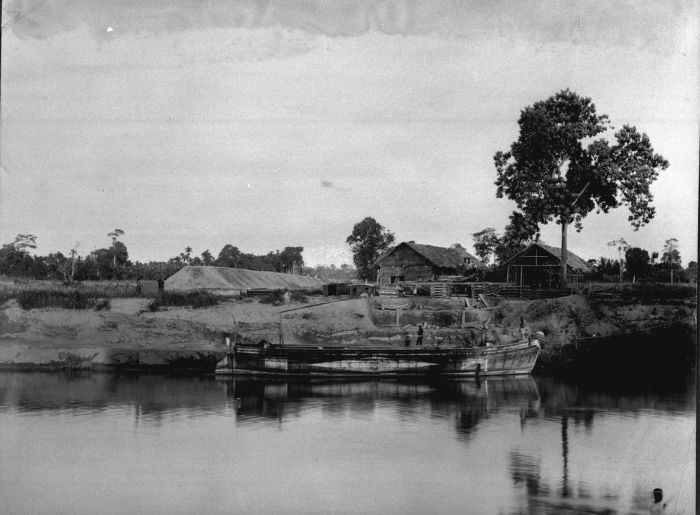
Bivak Lhoksoekon, Atjeh (1876-1910).

Lhoksukon is een plaats en onderdistrict in de huidige provincie Atjeh in het noorden van Sumatra, Indonesië. Lhoksukon is de hoofdstad van het regentschap Aceh Utara.
Baktiya ·  Banda Baro · Cot Girek · Dewantara · Geureudong Pase · Kuta Makmur · Langkahan · Lapang ·  Lhoksukon · Matangkuli · Meurah Mulia · Muara Batu · Nibong · Nisam · Nisam Antara · Paya Bakong · Pirak Timu · Samudera · Sawang · Seunudon · Simpang Keramat · Syamtalira Aron · Syamtalira Bayu · Tanah Jambo Aye · Tanah Luas · Tanah Pasir · West Baktiya (Baktiya Barat)